# Giovanni Battista Piazzetta
Giovanni Battista Piazzetta (13. února 1682 nebo 1683 Benátky – 28. dubna 1754 tamtéž), nazývaný též jako Giambattista či Giambattista Valentino Piazzetta, byl italský malíř, jeden z hlavních představitelů benátského rokoka. Maloval náboženské obrazy s mravoučným obsahem. Ve svých dílech obnovil dramatičnost zobrazeného tématu prostřednictvím gradace světla a stínu. Na jeho kolorismus navázal Giovanni Battista Tiepolo (1696–1770).

## Životopisná data
Giovanni Battista Piazzetta se narodil v rodině benátského řezbáře Giacoma Piazzetty. Dokladem spolupráce otce a syna jsou knihovní skříně v benátském kostele Santi Giovanni e Paolo. Studium malby započal u benátského malíře Antonia Molinariho, známého též jako il Caraccino (1655–1704). Asi v roce 1703 odešel do Bologni, kde po další dva roky pracoval v dílně Giuseppe Marii Crespiho (1665–1747). Zde ho ovlivnila díla o půl století dříve působícího malíře Giovanni Francesca Barbieriho, zv. Guercino (1591–1666), která mu současně zprostředkovala poučení o caravaggiovské technice malby. V roce 1711 se vrátil do Benátek a v tomtéž roce se stal členem bratrstva benátských malířů. Protože některé jeho časné práce se nedochovaly, lze obraz Madona s dítětem a adorující postavou přiřadit mezi jeho raná díla.

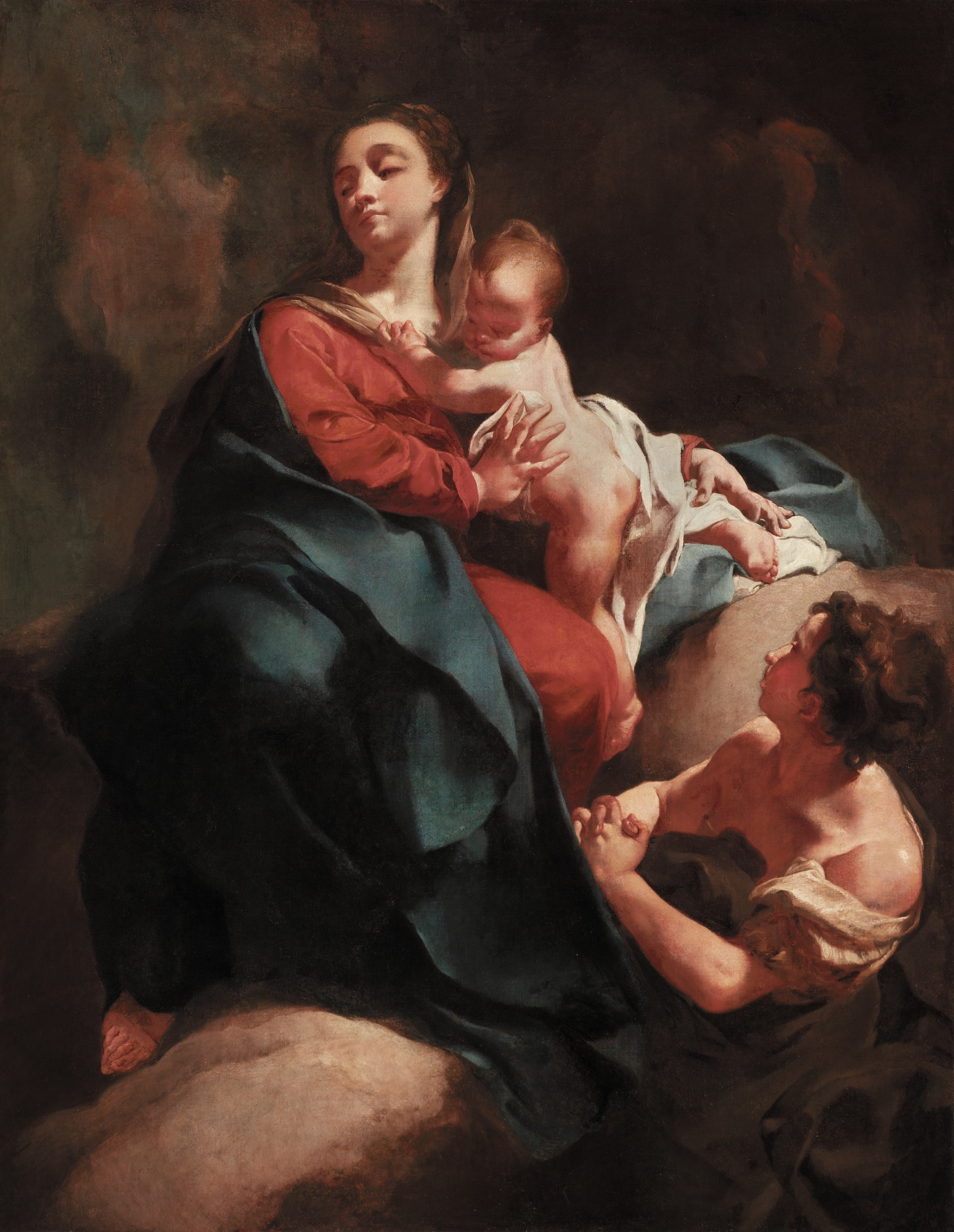
Madona s dítětem a adorující postavou (1715, Detroitský institut umění, Detroit, Michigan, USA)

Během obtížných začátků Piazzetta získal podporu a ochranu od benátského senátora Zaccarii Sagredy, sběratele a znalce umění. V 2. desetiletí 18. století v Piazzettiho obrazech převažují náboženská témata a žánrové obrazy, což dokládají plátna jako Panna Maria a Anděl strážce (1715/17, Muzeum v Los Angeles, Kalifornie) nebo dva obrazy v Muzeu výtvarného umění v Bostonu, nazvané Farmářská dívka chytající blechu (asi 1715) a Farmářský chlapec na trhu (1715/17). Tyto tenebristické obrazy jsou založeny na prudkém střídání ploch světla a stínu. V roce 1722 byl Piazzetta, spolu s dalšími benátskými malíři, pověřen namalovat obraz ze života některého z apoštolů pro cyklus určený pro benátský kostel San Stae. Obraz Svatý Jakub Větší vedený na popravu byl dalším dokladem malířovy snahy po dramatickém osvětlení, které by zdůraznilo vypjatost atmosféry v zobrazeném výjevu. V těchto obrazech se nepochybně zračil vliv boloňského Guercina (1591–1666), ale nepřímo i vliv Caravaggiův (1571–1610). Krátce po dokončení této objednávky se Piazzetta oženil, měl pět dětí a stal se jedním z nejúspěšnějších benátských malířů 18. století. Finanční úspěch mu zajistilo velkolepé nástropní plátno zobrazující Slávu svatého Dominika. Tato objednávka z roku 1727 byla určena pro kapli sv. Dominika v benátském kostele Santi Giovanni e Paolo. V tomtéž roce byl Piazzetta zvolen za člena boloňské Clementinské akademie, což byl projev uznání jeho dosavadní malířské tvorby. Mezi roky 1729 a 1732 Piazzetta namaloval svoje asi nejkrásnější plátno nazvané Extáze svatého Františka (dnes Pinacoteca Civica, Vicenza). V roce 1735 dokončil rozměrné plátno určené pro kolínského kurfiřta zobrazující Nanebevzetí Panny Marie (dnes Louvre, Paříž). Později spolupracoval s Giovanni Antoniem Canalem, zv. Canaletto (1697–1768) a s Giovanni Battistou Tiepolem (1696–1770). Piazzettiho velkolepé fresky však byly jak v Benátkách, tak i mimo ně, zastíněny nástěnnými malbami více cestujících malířů jako byl Tiepolo nebo Sebastiano Ricci (1659–1734). Oba totiž úspěšně působili i mimo území Itálie.

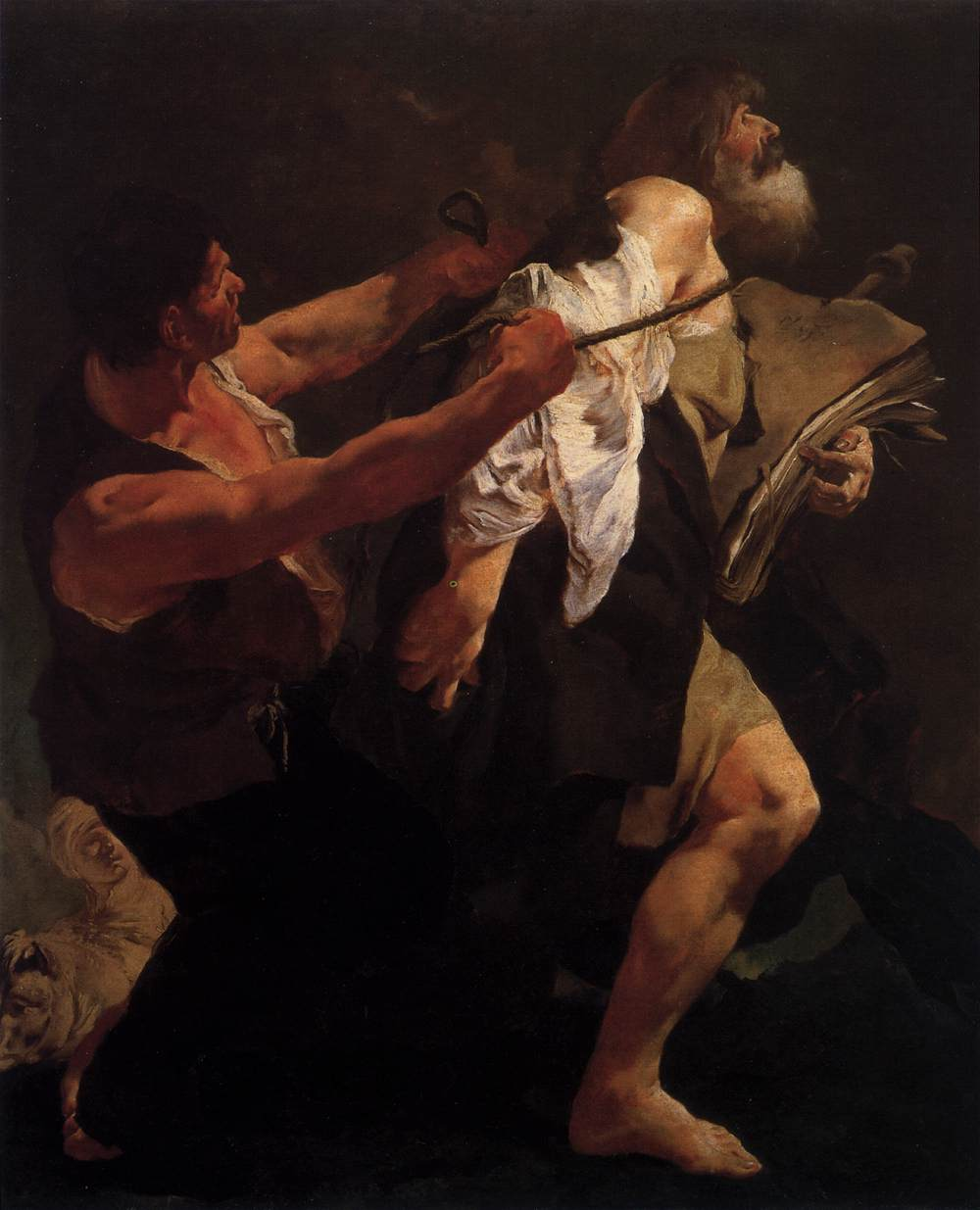
Sv. Jakub Větší vedený na popravu (1722, kostel San Stae, Benátky)

Po roce 1740 se Piazzetta věnoval přednostně žánrové malbě. Co ubylo na obrazové tvorbě, to přibylo na počtu malířových kreseb. Ty se staly předmětem stoupajícího sběratelského zájmu a pro malíře byly nemalým zdrojem příjmů. Dokonce ilustroval i některé knihy jako byl Miltonův Ztracený ráj. Do té doby v jeho ateliéru pracovala řada malířů jako Antonio Marinetti (1719–1796), Egidio Dall´Oglio (1705–1784), Domenico Maggiotto (1713–1794) či Francesco Dagiu (1714–1784). Význam obrazové a kresebné malířovy tvorby a práce s mladými dílenskými spolupracovníky vedly v roce 1750 k tomu, že byl jmenován prvním ředitelem nově založené benátské Accademia di Belle Arti di Venezia. Nepřekvapí proto, že se po zbývající roky života věnoval pedagogické činnosti, vyučoval kresbě a psal teoretická díla o malířství. Giovanni Battista Piazzetta zemřel v Benátkách 28. dubna 1754.

## Umělecká tvorba
Malířský styl Giovanni Battisty Piazzettiho sice vykazoval vliv krátkého školení v dílně průměrného benátského malíře jakým byl Antonio Molinari (1655–1704), ale především vykazoval známky školení v boloňské dílně malíře Giuseppe Marii Crespiho (1665–1747). Doklady k tomuto školení však chybí. Od Crespiho Piazzetta převzal především důsledné použití světelných efektů s důrazem na prudké osvětlení postav, čímž zvyšoval dějové napětí. Byl představitelem barokního tenebrismu konce 17. a počátku 18. století v italské malbě. Proto se jeho obrazy vyznačovaly stupňováním světelných efektů založených na caravaggiovském protikladu světla a stínu.
Obrazy
Zatímco fresky maloval Giovanni Battista Piazzetta často ve spolupráci s dalšími malíři, především s Giovanni Battistou Tiepolem a s malíři z okruhu Sebastiana Ricciho, Piazzettiho závěsné obrazy vypovídaly o vývoji malířova stylu mnohem více.

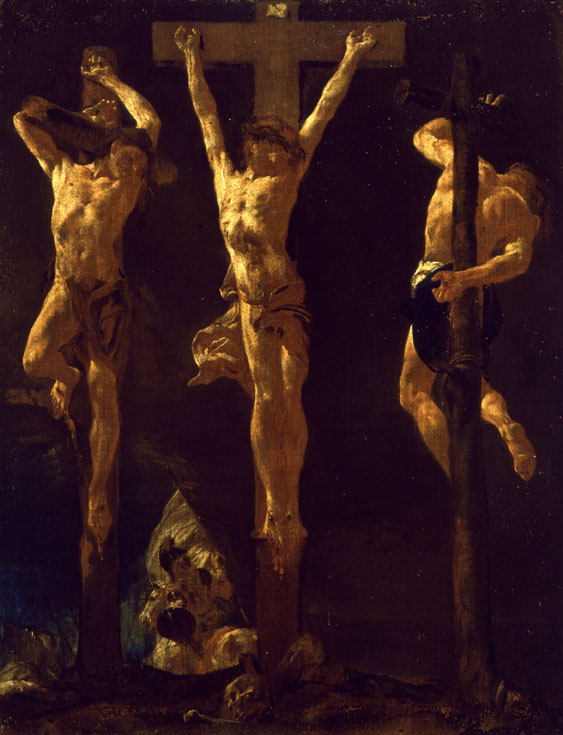
Ukřižovaný Kristus mezi dvěma lotry (asi 1710, Gallerie dell´Accademia, Benátky)

Obraz Ukřižovaný Kristus mezi dvěma lotry dokládá svým vystupňovaným kontrastem mezi světlem a stínem, stejně jako použitím jen sytých barev, že vliv boloňského malíře Crespiho přetrvával v Piazzettiho plátnech po celé první čtvrtstoletí 18. věku. Obraz je datován do samých počátků samostatné Piazzettiho tvorby, to jest asi do roku 1710. V pozadí je vidět vojáka na koni s transparentem, kterého můžeme spatřit také na Crespiho obraze Ukřižování (Pinacoteca di Brera, Milán). Podobně dramatický světelný efekt můžeme vidět i na Tizianově obraze Ukřižovaný Kristus s litujícím lotrem (Pinacoteca Nazionale di Bologna), který mistr namaloval asi o 50 let před Piazzettiho obrazem. O 15 let po Piazzettiho Ukřižování Krista jeho tenebristická malba vyvrcholila v několika závěsných obrazech, mezi které patří obdivovaný obraz Sv. Jakub Větší vedený na popravu (1722). Obraz byl určen pro výzdobu benátského kostela San Stae. V letech 1725 až 1727 Piazzetta pracoval na výzdobě stropu kaple svatého Dominika v bazilice Santi Giovanni e Paolo. Na této rozměrné stropní dekoraci je již patrné malířovo ovlivnění malbou svého mladšího spolupracovníka, kterým nebyl nikdo menší než Giovanni Battista Tiepolo.

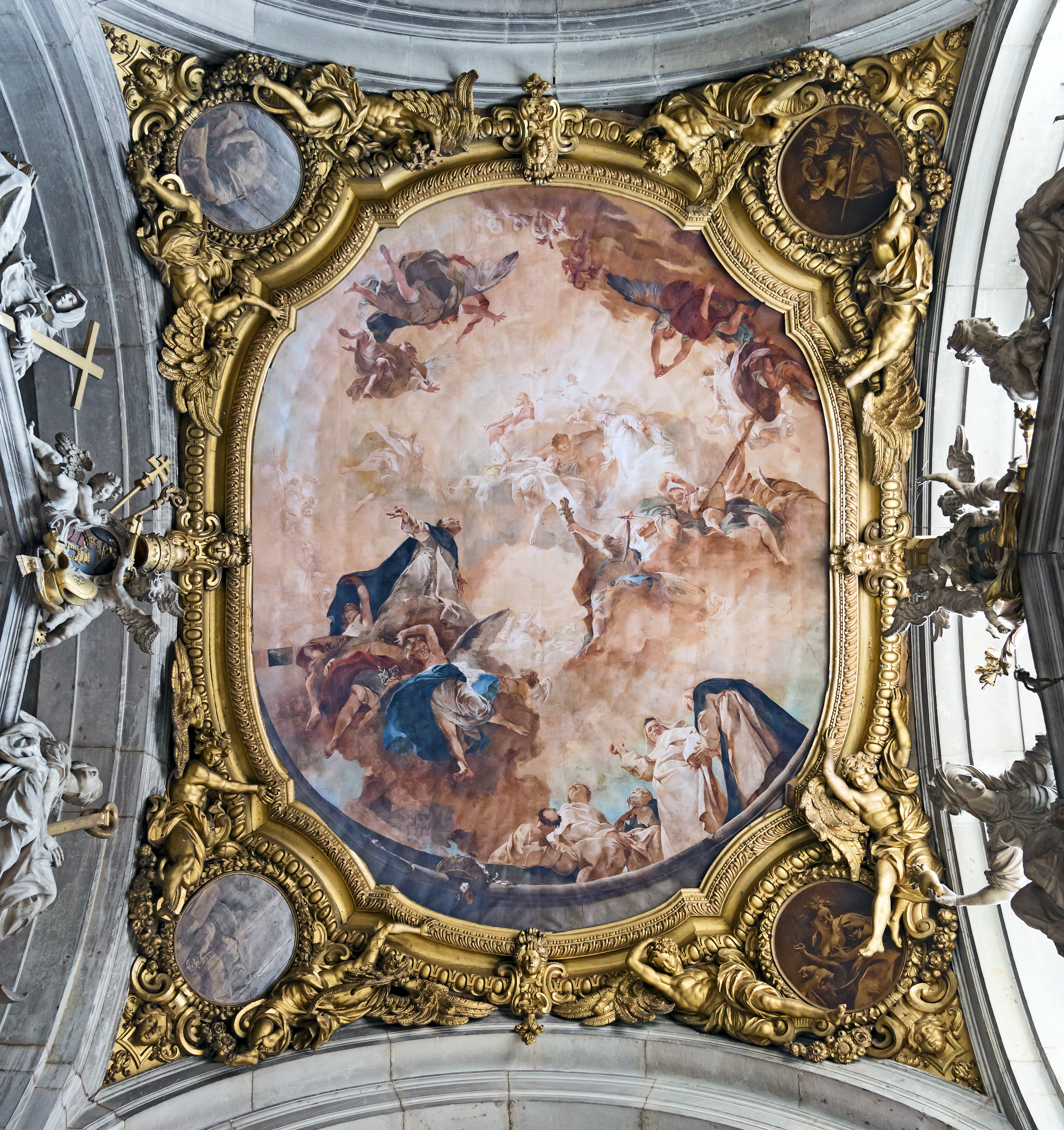
Sv. Dominik ve slávě (1727, kaple sv. Dominika v kostele Santi Giovanni e Paolo, Benátky

Tato spolupráce způsobila, že během 30. a 40. let 18. století do Piazzettiho malby vstoupily teplejší odstíny barev spolu s až mysteriózní poetičností. Dokladem toho může být obraz Rebeka u studny (Pinacoteca di Brera), ale především obraz v benátské Gallerii dell´Accademia, který galerijní katalog označuje jako Věštkyně, ale je znám i pod označením Hádání z ruky nebo Vykladačka Štěstěny. Malba byla oslavou lásky a venkovského života. Plátno, které patří mezi nejznámější Piazzettiho obrazy, však vneslo jen krátkodobý odklon od náboženské malby jakou byl rozměrný obraz nazvaný Nanebevzetí Panny Marie (1735; dnes pařížský Louvre) nebo plátno nazvané Tři dominikánští světci z roku 1738, určené pro benátský kostel Santa Maria dei Gesuati. V obou těchto obrazech Piazzetta upřednostnil náboženská témata před arkadickými scenériemi rokokové malby té doby.
Kresby a grafické listy

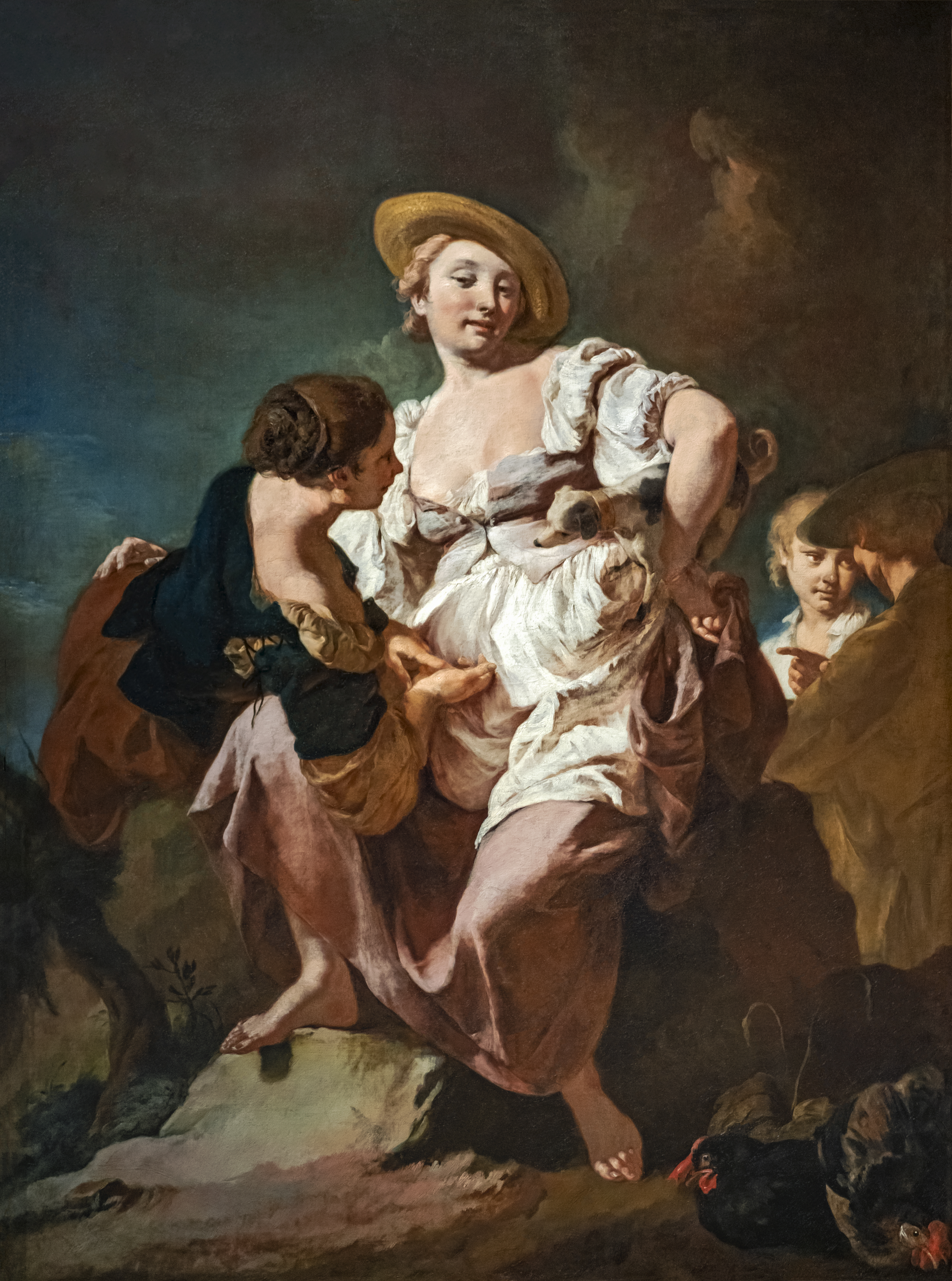
Věštkyně či Pastorální idyla (1745/47, Gallerie dell’Accademia, Benátky)

Stejným duchem se vyznačují i Piazzettiho kresby malované uhlem a kontrastované bílou křídou na šedém nebo nazelenalém papíře. Kresby zobrazují pečlivě vykreslené polopostavy či jednu nebo i více hlav osob, které zaplňují celou plochu papíru. Joseph Smith, anglický konzul v Benátkách, vlastnil 36 Piazzettiho kreseb hlav i celých postav. Některé z kreseb byly převedeny benátským rytcem a grafikem Giovanni Cattinim (1715–1804) do 12 celostránkových tisků, které v roce 1743 vydal Pasquall Press. Je však nutné podotknout, že Piazzetta sám také působil jako dobrý rytec.

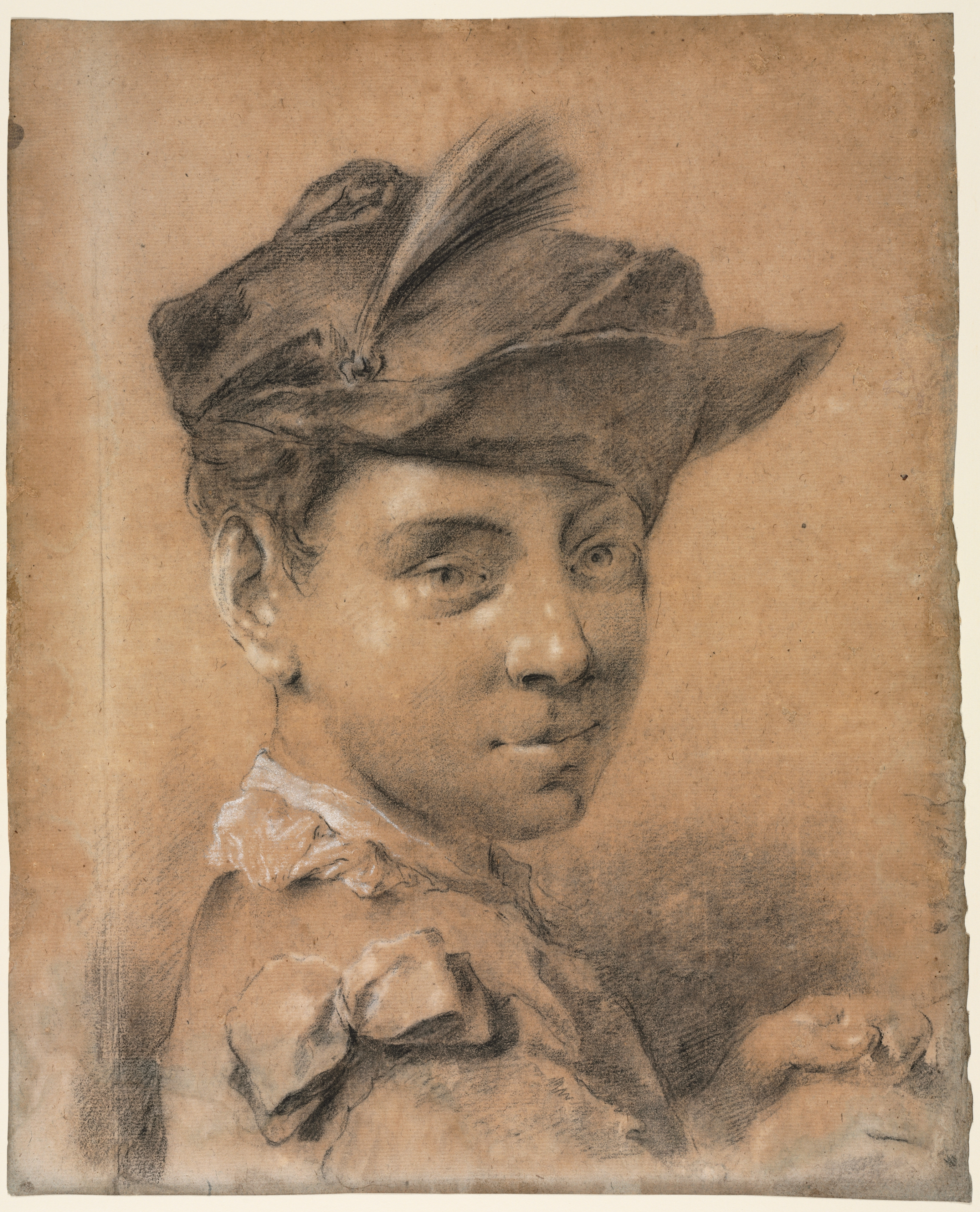
Chlapec s kloboukem (kresba uhlem a bílou křídou z roku 1725; Clevelandské muzeum umění, Ohio, USA)

Obrazy a kresby Giovanni Battisty Piazzetty v České republice
V České republice vlastní Piazzettiho kresbu nazvanou Spící chlapec Moravská galerie Brno, zatímco obraz Sv. Josef s Ježíškem byl připsán Piazzettimu díky podhledovému zobrazení hlavy sv. Josefa, použitím teplých odstínů hnědé barvy a také díky virtuozitě malířova rukopisu, což umožnilo dataci obrazu před rok 1735. Také obraz Sv. Máří Magdaléna, pocházející z raného malířova období tvorby, je ve vlastnictví Národní galerie v Praze. Mimo galerijní nebo muzejní sbírky se nachází Piazzettův oltářní obraz nacházející se v kostele Svatého Jakuba na Zbraslavi, přestože toto rozměrné plátno je v našem prostředí výjimečné. Obraz nazvaný Nanebevzetí Panny Marie malíř namaloval asi deset let po stejnojmenném obraze nacházejícím se ve sbírkách pařížského Louvre. Dokládá to i vročení modelu zbraslavského obrazu, spadající do roku 1744 (dnes v Clevelandském muzeu umění, Ohio, USA). Naopak existující přípravná kresba k našemu obrazu vznikla již koncem 30. let 18. století a je ve vlastnictví Galleria dell’Accademia v Benátkách. Tyto souvislosti, stejně jako význam tohoto Piazzettova obrazu pro českou barokní malbu, lze nalézt v diplomové práci vzniklé na Filozofické fakultě Masarykovy univerzity v Brně.

## Umělecko-historický význam díla Giovanni Battisty Piazzetty
Giovanni Battista Piazzetta v počátcích své tvorby vykazoval ovlivnění malbou Giuseppe Marii Crespiho. Po roce 1725 se však Piazzettiho obrazy odchylují od Crespiho tenebrismu, přičemž malíř začal častěji přejímat podněty od svých benátských současníků, především od Sebastiana Ricciho a Giovanni Battisty Tiepola. Střídání světelných ploch a temných skvrn později vystřídala světlejší paleta sytých barev. Objevil se i zájem o pastýřské scény typické pro rokokovou malbu. Poazzetta, spolu s Domenico Fettim a Bernardo Strozzim, patřil k zakladatelům novobenátské malířské školy, která vznikla jako reakce na morovou epidemii, která postihla Benátky v roce 1630.